# Выборы в Европейский парламент в Румынии (2014)
Выборы в Европейский парламент в Румынии прошли 25 мая 2014 года одновременно с конституционным референдумом. На выборах була избрана румынская делегация, состоящая из 32 депутатов.
По сравнению с предыдущими европейскими выборами 2009 года делегация Румынии была уменьшена с 33 до 32 депутата, так как в результате подписания Лиссабонского договора в декабре 2009 года общее количество мест Европарламента ограничено 751 депутатом.

## Результаты
- Альянс социал-демократов и консервторов и националистов 37,40 % −12 мест
- Партия национал-либералов 14,86 %- 6 мест
- Партия либерал-демократов 12,23 % — 5мест
- Демократический сюз Венгров 6,47 % −2 места
- Народная партия 6,21 % −2 места
- Независимый кандидат (Мирча Дьякону) 6,92 % — 1 место